# Copa Continental d'hoquei sobre patins masculina 2006-2007
La vint-i-setena edició de la Copa Continental d'hoquei patins masculina es disputà el 29 de setembre de 2007 a la ciutat de Dinan (Bretanya). La copa, disputada a un sol partit, enfrontà el vencedor de la Copa d'Europa, el FC Barcelona Sorli Discau contra el vencedor de la Copa de la CERS, el Vilanova L'Ull Blau. El partit fou arbitrat pels col·legiats francesos Antoine Podevin i Stephane Maury.

## Resultat
| 29 de setembre de 2007 21:00         |     |                     |                                                           |
| FC Barcelona Sorli Discau            | 5-0 | Vilanova L'Ull Blau | Salle Omnisports de Dinan Àrbitres: A. Podevin i S. Maury |
| Borregán (2) D. Páez (2) Teixidó (1) |     |                     | Salle Omnisports de Dinan Àrbitres: A. Podevin i S. Maury |

|                               |
| Campió BARCELONA SORLI DISCAU |